# سوپ آب‌تره

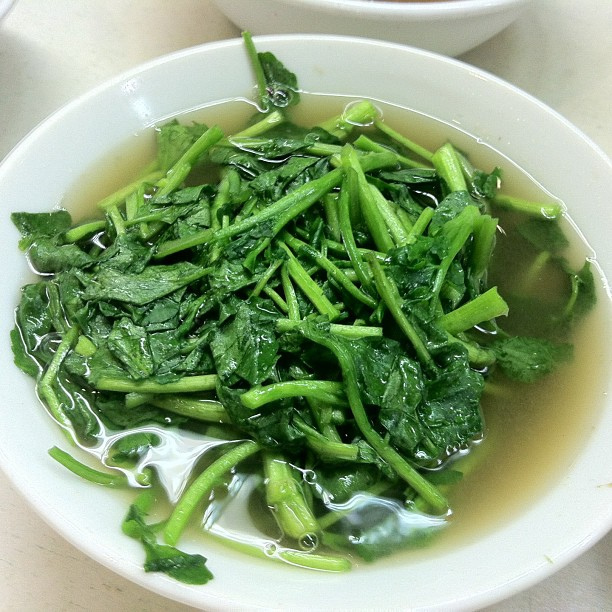
یک سوپ ساده آب تره

سوپ آب‌تره سوپی است که با استفاده از آب‌تره سبزی برگ به عنوان ماده اولیه تهیه می‌شود. ممکن است به عنوان سوپ خامه ای یا سوپ بر پایه آبگوشت یا با استفاده از آب سبزیجات یا مرغ تهیه شود. مواد اضافی مورد استفاده می‌تواند شامل سبزیجاتی مانند سیب زمینی، تره فرنگی، اسفناج، کرفس و شلغم، پنیر، کره، آب لیمو، نمک و فلفل باشد. سوپ شاهی را می‌توان با مخلوط کردن مواد در غذاساز به صورت پوره تهیه کرد. می‌توان آن را گرم یا سرد سرو کرد و می‌توان آن را با کرم فریش، پنیر پارمزان ریش شده، روغن زیتون پاشیده شده و برگ‌های شاهی تزئین کرد.

## نگارخانه

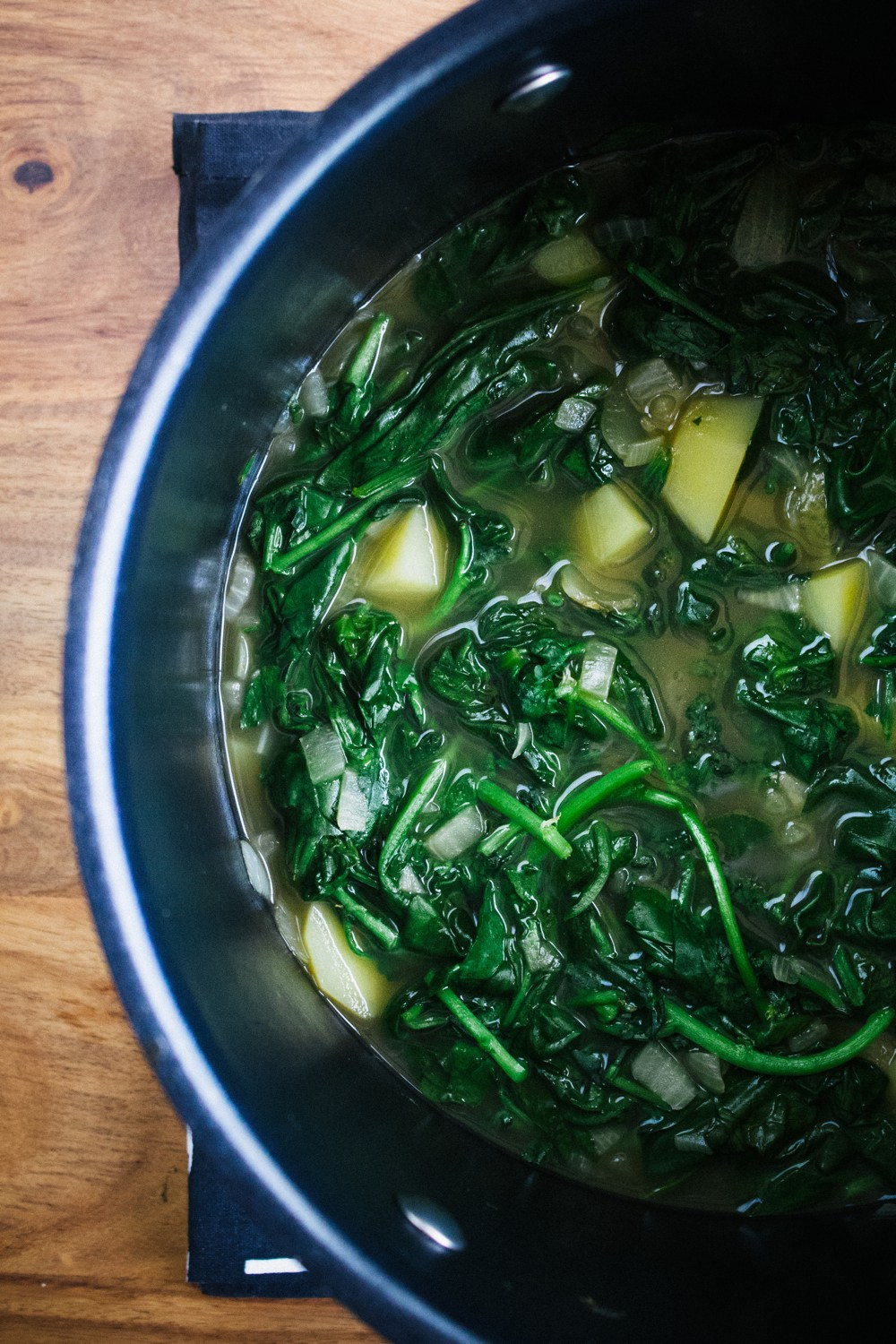
سوپ آب‌تره و اسفناج
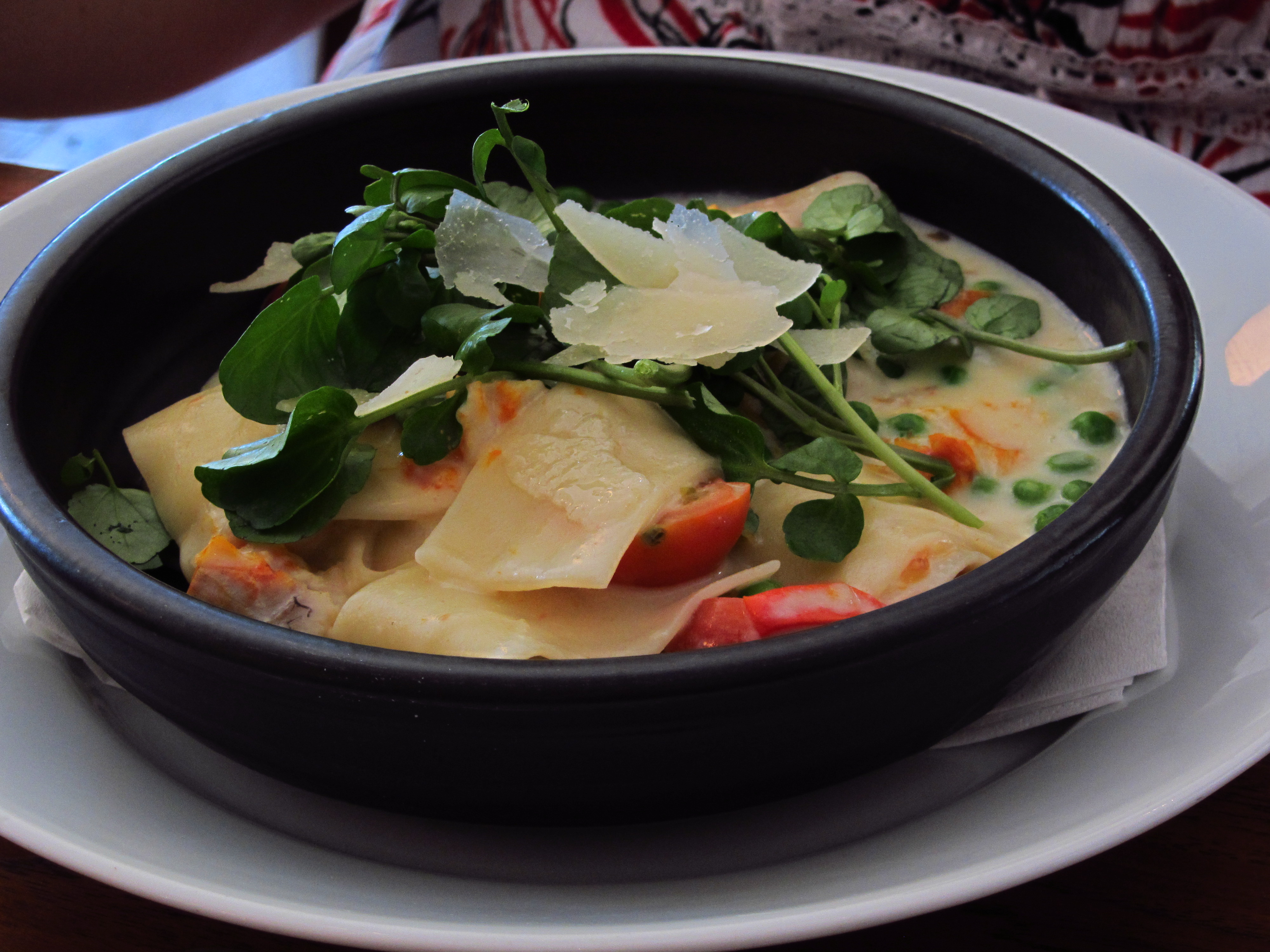
سوپ سیب زمینی و آب‌تره با پنیر ریش ریش شده، گوجه فرنگی و نخود فرنگی
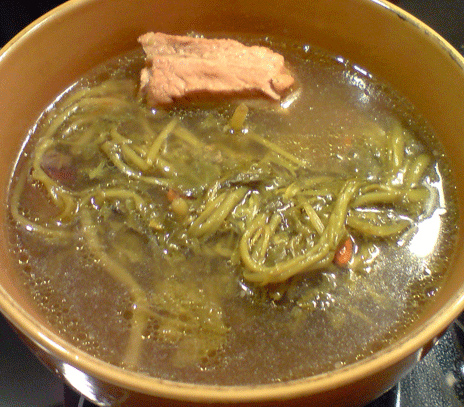
سوپ آب‌تره خانگی
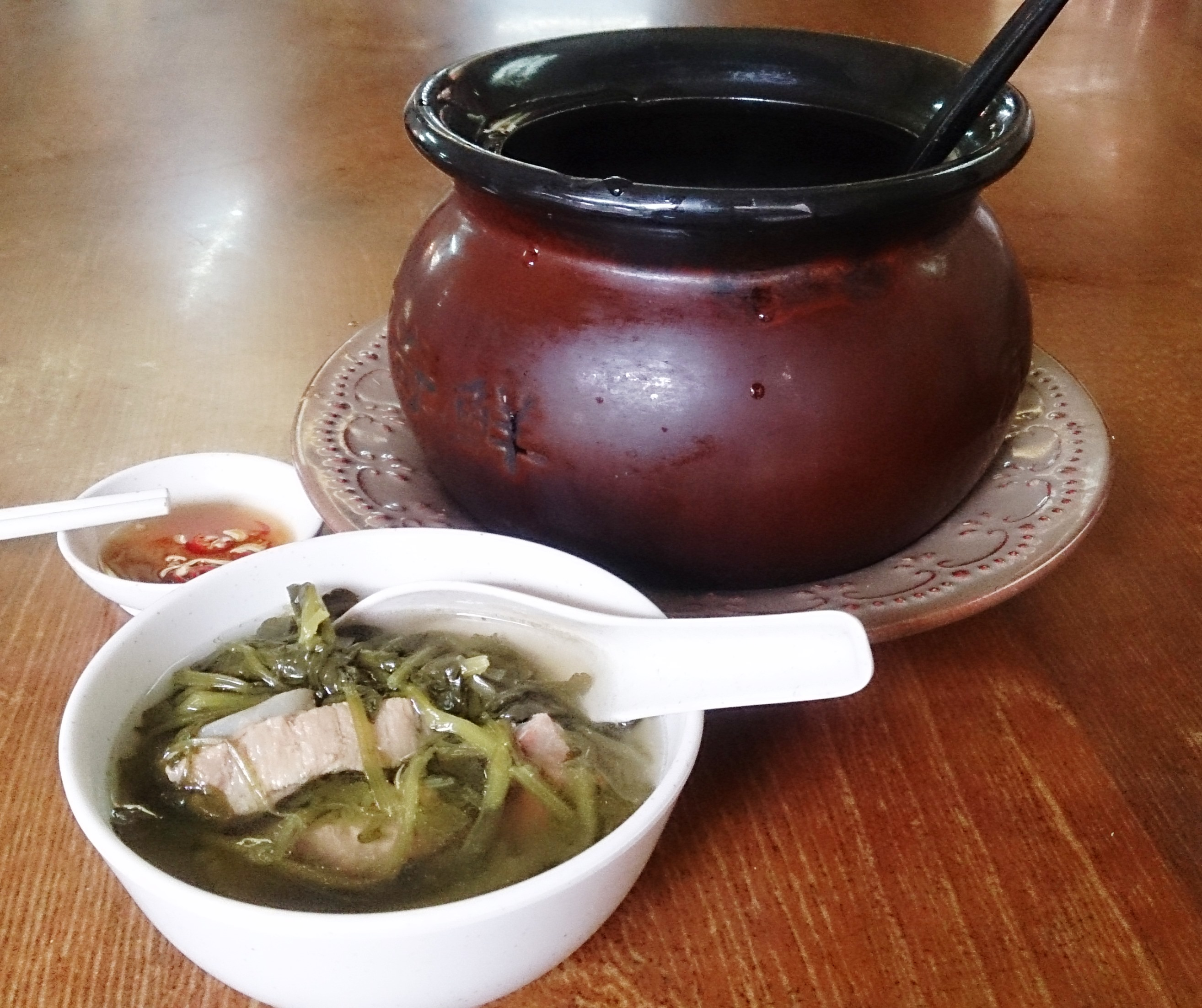
سوپ آب تره